# 蒙古荚蒾
蒙古荚蒾（学名：Viburnum mongolicum）是五福花科荚蒾属的植物。分布在蒙古、西伯利亚以及中国大陆的青海、陕西、宁夏、内蒙古、山西、甘肃、河北等地，生长于海拔800米至2,400米的地区，见于山坡疏林下及河滩地，目前尚未由人工引种栽培。
种加名 mongolicum 意为“蒙古的”。

## 别名
蒙古绣球花（中国树木分类学） 土连树（陇海沿线树产目录）